# Diaphanodon blandus
Diaphanodon blandus là một loài rêu trong họ Trachypodaceae. Loài này được (Harv.) Renauld & Cardot mô tả khoa học đầu tiên năm 1900.